# Anneisha McLaughlin-Whilby
Anneisha McLaughlin-Whilby (Mánchester, Jamaica; 6 de enero de 1986) es una atleta jamaicana, especializada en la prueba de 4x400 m en la que llegó a ser subcampeona olímpica en 2016.

## Carrera deportiva
En los JJ. OO. de Río 2016 ganó la medalla de plata en los relevos 4x400 metros, con un tiempo de 3:20.34 segundos, tras Estados Unidos y por delante de Reino Unido, siendo sus compañeras de equipo: Stephenie Ann McPherson, Shericka Jackson, Novlene Williams-Mills y Christine Day.